# Pyreneola pleurotomoides
Pyreneola pleurotomoides is een slakkensoort uit de familie van de Columbellidae. De wetenschappelijke naam van de soort is voor het eerst geldig gepubliceerd in 1895 door Pilsbry.